# Andrzej Nieuważny
Andrzej Nieuważny (ur. 24 lutego 1960 w Warszawie, zm. 5 czerwca 2015 w Toruniu) – polski historyk specjalizujący się w historii XIX wieku.

## Życiorys
Syn filologa Floriana Nieuważnego. Od dzieciństwa interesował się historią, a w szczególności epoką napoleońską. W 1985 roku ukończył studia historyczne na Uniwersytecie Warszawskim. Od 1986 roku pracował na Uniwersytecie Mikołaja Kopernika w Toruniu. Stopień doktora nauk humanistycznych w zakresie historii uzyskał w 1993 roku na Wydziale Humanistycznym UMK. Tematem jego rozprawy doktorskiej była Kampania 1813 r. na północnym zachodzie Księstwa Warszawskiego i obrona Torunia (w świetle materiałów moskiewskich), a promotorem Sławomir Kalembka. Opublikował kilka książek poświęconych historii Francji i epoki napoleońskiej.
W pierwszej połowie lat 90. prowadził wykłady na sesjach plenarnych Polskiego Uniwersytetu Ludowego w Mińsku. Był pracownikiem Université Nancy.
W 2009 roku został uhonorowany Orderem Palm Akademickich (Ordre des Palmes académiques).

## Wybrane publikacje
- Kampania 1813 r[oku] na północnym zachodzie Księstwa Warszawskiego: napoleońska twierdza Toruń i jej obrona (1995, ISBN 83-231-0727-0)
- My z Napoleonem (1999, ISBN 83-7023-709-6)
- Czasy napoleońskie (2001, ISBN 83-7023-845-9)
- Wojsko Księstwa Warszawskiego: artyleria, inżynierowie, saperzy (2004, wspólnie z Ryszardem Morawskim, ISBN 83-85314-18-0)
- Napoleon na Mazowszu: bitwy pod Pułtuskiem i Gołyminem 1806-1807 (2005, ISBN 978-83-7549-000-8)
- Napoleoński marszałek i alzacka praczka: François-Joseph Lefebvre i "Madame Sans-Gêne" czyli Książę i księżna Gdańska (2007, ISBN 978-83-921441-8-2)